# Icerya paulista
Icerya paulista är en insektsart som beskrevs av Hempel 1920. Icerya paulista ingår i släktet Icerya och familjen pärlsköldlöss. Inga underarter finns listade i Catalogue of Life.